# Medaile 60. výročí Ozbrojených sil SSSR
Medaile 60. výročí Ozbrojených sil SSSR (rusky Юбилейная медаль «60 лет Вооружённых Сил СССР») byla sovětská pamětní medaile založená roku 1978 při příležitosti 60. výročí Ozbrojených sil Sovětského svazu.

## Historie
Medaile byla založena dekretem prezidia Nejvyššího sovětu Sovětského svazu ze dne 28. ledna 1978 u příležitosti šedesátého výročí ozbrojených sil SSSR. Autorem vzhledu medaile je L. D. Pipetko.

## Pravidla udílení

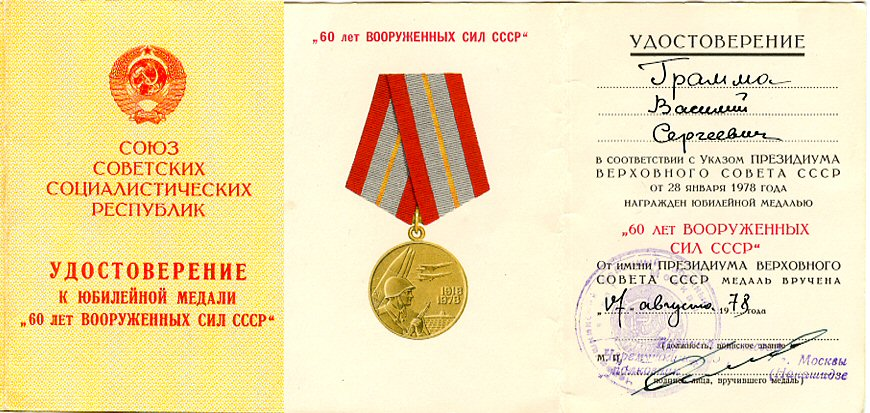
Osvědčení o udělení medaile

Medaile byla udílena důstojníkům, poddůstojníkům i vojákům za dlouholetou službu, kteří k rozhodnému datu 23. února 1978 byli v aktivní vojenské službě v rudé armádě, námořnictvu a dalších jednotkách. Udělena byla i partyzánům a veteránům Velké vlastenecké války 1941–1945. Udělena mohla být i vojákům propuštěným do zálohy či výslužby, pokud dříve v aktivní službě odsloužili minimálně dvacet let. Běžně byly také udíleny osobám již dříve oceněným medailemi Za odvahu, Ušakova, Za bojové zásluhy, Nachimova, Za zásluhy při obraně státní hranice SSSR nebo Za zásluhy ve vojenské službě.
Medaile se nosí nalevo na hrudi. V přítomnosti dalších sovětských medailí se nosí za medailí 50. výročí Ozbrojených sil SSSR. K 1. lednu 1995 bylo toto vyznamenání uděleno v 10 723 340 případech.

## Popis medaile
Medaile kulatého tvaru o průměru 32 mm je vyrobena z mosazi. Na přední straně je v popředí sovětský voják se samopalem. V pozadí jsou rakety, letadla a ponorka. Vpravo jsou pak dvě data 1918 a 1978. Na zadní straně je po obvodu nápis v cyrilici Шестьдесят лет • Вооружённых Сил СССР (šedesát let, Ozbrojené síly SSSR). Uprostřed je pěticípá hvězda s kladivem a pluhem. Hvězda je položena na pušce zkřížené s šavlí. Vnější okraje medaile jsou vystouplé. Všechny nápisy i motivy jsou konvexní.
Medaile je připojena pomocí jednoduchého kroužku ke kovové destičce ve tvaru pětiúhelníku potažené šedou hedvábnou stuhou z moaré. Stuha je široká 24 mm. Okraje jsou lemovány pruhy červené barvy širokými 5 mm. Uprostřed stuhy je žlutý proužek široký 1 mm.